# Bess Mensendieck
Bess M. Mensendieck (* 1. Juli 1864 in New York City; † 27. Januar 1957, eigentlich Elizabeth Marguerite de Varel Mensendieck) war eine amerikanische Ärztin und Gymnastiklehrerin niederländischer Abstammung. Sie zählt zu den wichtigsten Begründerinnen der frühen Atem- und Leibpädagogik in Europa und Amerika.

## Leben
Bess Mensendieck wuchs in New York auf und studierte in Zürich Medizin. Um ihr praktisches Wissen über Bewegung, Körperhaltung und Atmung zu vervollständigen, nahm sie in Paris Gesangsunterricht und studierte weiterhin bei Geneviève Stebbins in New York Gymnastik. Hier eignete sie sich auch die Bewegungssysteme von François Delsarte sowie die Schwedische Gymnastik von Pehr Henrik Ling an.
Ihr besonderes Anliegen galt der Verbesserung von Körperhaltung und -struktur der Frauen ihrer Zeit. Basierend auf ihrem medizinischen Hintergrund baute sie ihre Gymnastik nach System Mensendieck streng auf anatomischen und physiologischen Erkenntnissen der damaligen Zeit auf. Im Mittelpunkt der Körperarbeit stand dabei immer wieder die Selbstwahrnehmung von Haltung und Bewegung. Um die Veränderung der Körperhaltung zu demonstrieren, veröffentlichte sie in Körperkultur des Weibes (München, 1906) Nacktbilder von sich vor, im und nach 3 Monaten Training, um zu verdeutlichen, was sich mit ihrem Training machen ließ. Aufgrund ihrer Nacktbilder war sie jedoch nicht in allen Staaten in gleicher Weise durchsetzbar.
Ihr „System Mensendieck“ lehrte sie vor allem in Europa (Deutschland, Niederlande, Norwegen, Dänemark und Österreich). 1910 wurde ein erstes Institut zur Ausbildung von Gymnastiklehrerinnen gegründet. Nach dem Ersten Weltkrieg verließ Bess Mensendieck Europa, arbeitete nun größtenteils in New York und gab jährliche Ausbildungskurse in Deutschland und Dänemark. Die Sommermonate verbrachte sie in ihrem norwegischen Sommerhaus. In den 1950er-Jahren lebte sie einige Jahre in Kopenhagen und ging schließlich nach New York zurück.
Bess Mensendieck muss eine zierliche Person mit ungeheurem Durchsetzungsvermögen und raumfüllender Stimme gewesen sein. In Auditorien war sie deutlich bis in die letzte Reihe zu hören. Mensendieck gehörte zu den wenigen Frauen, welche die Ideen und Forderungen der Frauenrechtlerinnen mit ihrem „System Mensendieck“ verband. „Selber denken!“ war der Leitsatz ihres Unterrichts.

## Rezeption in der Populärkultur
Mensendiecks System war in den 1920er Jahren in der öffentlichen Wahrnehmung so stark mit ihrer Person verknüpft, dass ihr Name als konjugierbares Verb „mensendiecken“ (ähnlich wie „müllern“ nach der Methode von Jørgen Peter Müller) zeitweise in die deutsche Sprache einging. Der Kabarettist Willy Rosen verewigte diese Wortform 1926 in seinem Chanson Frau Levy mensendiekt, in dem er diese Fitness-Form humoristisch aufgriff, und Claire Waldoff sang 1927 in dem von Friedrich Hollaender geschriebenen Couplet O wie praktisch (ist die Berlinerin) (aus der Revue Darüber lässt sich reden): „ob sie tanzt, ob sie tippt, ob sie mensendieckt“. Ebenfalls 1926 wurde in Hamburg der plattdeutsche Schwank Hulda geiht mensendiecken aufgeführt.

## Publikationen von Bess Mensendieck
Bereits 1906 hatte Mensendieck als erste Frau in Deutschland ein Buch über die Körperkultur publiziert. Das Buch beschrieb vor allem statische Übungen und enthielt Bilder, die Mensendieck bei ihren Übungen unbekleidet und in der Pose griechischer Statuen zeigten. Mensendieck kann nur bedingt der Bewegung der Freikörperkultur zugerechnet werden, auch wenn sie diese beeinflusste und mit Leni Riefenstahl 1925 an dem Film Wege zu Kraft und Schönheit mitwirkte, der als erster Film über den Naturismus gilt.
- Körperkultur des Weibes. Praktisch hygienische und praktisch ästhetische Winke. München 1906, später erschienen unter:
- Körperkultur der Frau. Praktisch hygienische und praktisch ästhetische Winke. München 1920.
- Weibliche Körperbildung und Bewegungskunst. München 1912.
- Funktionelles Frauenturnen. München 1923.
- Mein System. In: Ludwig Pallat, Franz Hilker: Künstlerische Körperschulung. Breslau 1926.
- Bewegungsprobleme. Die Gestaltung schöner Arme. München 1927.
- Anmut der Bewegung im täglichen Leben. München 1929.
- Look Better, Feel Better. New York 1954.

## Weiterführende Literatur
- Fritz Giese, Hedwig Hagemann-Böse: Weibliche Körperbildung und Bewegungskunst nach dem System Mensendieck. Bruckmann, München 1920.
- Karoline von Steinaecker: Luftsprünge – Anfänge moderner Körpertherapien. München/Jena 2000.
- Arnd Krüger, Claudia Meimbresse: Mensendieck, Bess M. In: K. Christensen, A. Guttmann, G. Pfister (Hrsg.): International Encyclopedia of Women and Sports. Bd. 2. Macmillan Reference, New York 2001, ISBN 0-02-864954-0, S. 727–728.